# Self Esteem (cantante)
Self Esteem, pseudonimo di Rebecca Lucy Taylor (Rotherham, 15 ottobre 1986), è una cantante britannica.

## Biografia
Inizialmente membro del duo musicale Slow Club, con cui ha pubblicato cinque album in studio, Self Esteem ha lanciato la propria carriera musicale da solista nel 2017, in seguito allo scoglimento della formazione. Un tour, con il fine di promuovere il suo primo album in studio Compliments Please, è stato avviato nel corso del 2019.
Il successore del disco, intitolato Prioritise Pleasure e messo in commercio il 22 ottobre 2021, ha trovato il plauso dalla critica specializzata e una risposta dal pubblico anche a livello commerciale: ha infatti esordito in 11ª posizione nella Official Albums Chart, permettendo quindi alla cantante di essere candidata per un riconoscimento ai BRIT Awards 2022. Self Esteem ha anche ricevuto tre nomination nell'ambito degli NME Award, di cui una al miglior album nel mondo.
Nell'aprile 2025 ha conseguito il suo miglior picco nella classifica LP britannica con A Complicated Woman (5º posto), mentre a maggio è stata riconosciuta col premio Ivor al visionario.

## Vita privata
È apertamente bisessuale dal 2013.

## Discografia

### Da solista

#### Album in studio
- 2019 – Compliments Please
- 2021 – Prioritise Pleasure
- 2025 – A Complicated Woman

#### EP
- 2020 – Cuddles Please

#### Singoli
- 2017 – Your Wife
- 2018 – Wrestling
- 2018 – Rollout
- 2019 – The Best
- 2019 – Girl Crush
- 2019 – All I Want for Christmas Is a Work Email
- 2020 – Favourite Problem
- 2021 – I Do This All the Time
- 2021 – Prioritise Pleasure
- 2021 – How Can I Help You
- 2021 – Moody
- 2021 – You Forever
- 2022 – Fucking Wizardry
- 2022 – The 365
- 2023 – You Are So Beautiful
- 2024 – Big Man (con Moonchild Sanelly)
- 2024 – Love Second Music First
- 2025 – Focus Is Power
- 2025 – 69
- 2025 – If Not Now, It's Soon
- 2025 – The Deep Blue Okay

### Slow Club
- 2009 – Yeah So
- 2011 – Paradise
- 2014 – Complete Surrender
- 2015 – I Swam Out to Greet You
- 2016 – One Day All of This Won't Matter Anymore